# MCH Arena
A MCH Arena é um estádio de futebol situado no sul de Herning, Dinamarca, que faz parte do complexo MCH Messecenter Herning e de propriedade do MCH Group A / S.   É a casa do FC Midtjylland
Uma parte integrada da arena é um edifício principal que abriga a administração do clube e escritórios para o fã-clube oficial (chamado Black Wolves), e inclui instalações para jogadores e árbitros, um restaurante, uma sala VIP, cabines de imprensa e sky box e uma loja do clube (denominado Ulveshoppen).    A capacidade total durante os jogos domésticos é de 11.432 espectadores, com 7.070 lugares (arquibancadas oeste e leste e parte norte), tornando-o o 9º maior estádio de futebol da Dinamarca.  Em jogos internacionais da FIFA e da UEFA, a capacidade das quatro arquibancadas cobertas de uma única camada é reduzida para 9.430, quando os terraços nas arquibancadas norte e sul são convertidos para um modo all-seater.  O atual recorde de público do estádio de 11.763 espectadores remonta a uma partida da Superliga dinamarquesa em 2017–18, em 11 de novembro de 2007, quando o FC Midtjylland empatou por 2–2 com o FC Copenhagen .
A inauguração oficial em 27 de março de 2004, quando o Midtiylland venceu po 6 a 0 o AB. Durante o período de construção e os primeiros meses após  foi denominado Stadion ved Messecenter Herning (ou Messecenter Herning Stadion ). Em 5 de agosto de 2004, foi anunciado que a Scandinavian Airlines (SAS) havia adquirido os direitos do nome do estádio em um acordo de patrocínio, e o estádio era oficialmente conhecido como SAS Arena até 30 de junho de 2009 - o primeiro patrocínio desse tipo na Dinamarca. O nome atual, MCH Arena, foi introduzido em 1º de julho de 2009. Foi uma das quatro sedes do Campeonato da Europa de Futebol Sub-21 de 2011, com três jogos do Grupo B e uma meia-final. Durante a competição, o estádio era conhecido como Herning Stadion . Além de receber vários jogos da Copa da Europa, o estádio também recebeu quatro amistosos pela seleção dinamarquesa de futebol . O Campeonato Europeu de Adestramento 2013 foi realizado em Herning com o estádio sendo um dos locais.

## História
Em 1 de novembro de 2000, o CEO do Messecenter Herning A / S (agora conhecido como MCH Group A / S), Georg Sørensen, apresentou um plano de desenvolvimento abrangente para os próximos 25 anos da empresa, denominado Visão 2025, que também lançou os planos para o construção de um estádio.  Em 29 de novembro de 2000, a diretoria do então recém-fundado FC Midtjylland tomou a decisão de transferir a equipe para um novo estádio contemporâneo em conexão com o centro de exposições em Herning - apesar da grande insatisfação de um dos clubes pais da equipe, Ikast FS - argumentando que um estádio localizado em Hammerum entre as cidades, Herning e Ikast, dos dois ex-clubes-mães rivais não teria as mesmas possibilidades e visões.   Em uma coletiva de imprensa no Messecenter Herning em 4 de fevereiro de 2003, foi anunciado que os planos para um grande estádio com mais de 10.000 espectadores como parte de um grande complexo comercial e de entretenimento se tornaria um projeto greenfield, localizado ao sul dos edifícios de exposição existentes centro, próximo a 15.000 vagas de estacionamento e um cruzamento de rodovia próximo, e que o estádio e suas instalações foram celebrados em um contrato de locação com o FC Midtjylland com uma obrigação de aluguel anual baseada em um contrato de aluguel de 25 anos, irrevogável de ambas as partes até o final de 2027, e dando ao FC Midtjylland direitos exclusivos (e comerciais) para todos os jogos de futebol da associação no estádio.     A construção do estádio começou em 2 de abril de 2003 às 08:30 CET e estava programada para ser concluída em aproximadamente 11 meses, custando cerca de 80-85 milhões de DKK para construir.

## Nome

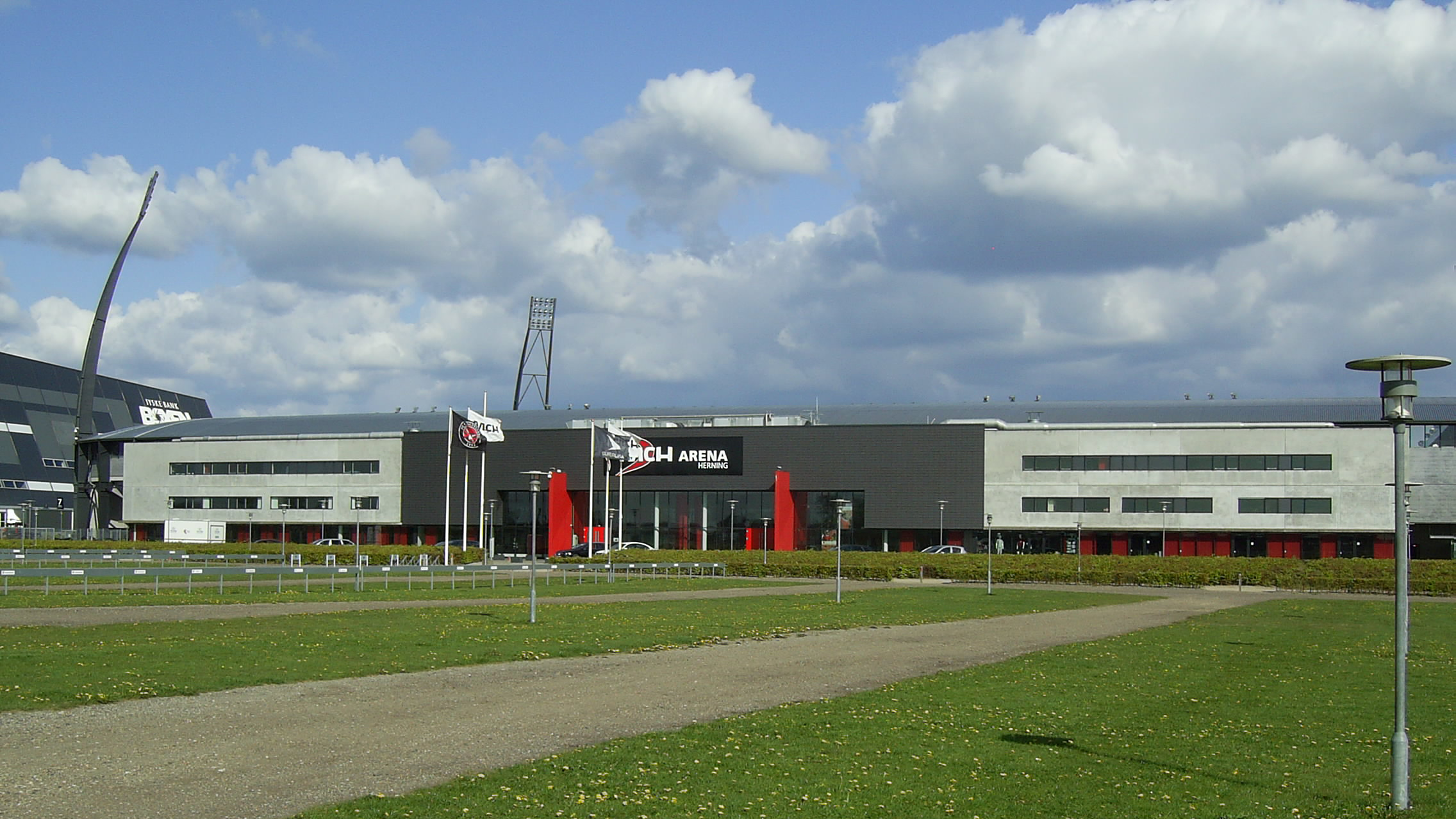
Uma vista do estádio a oeste mostrando a arquibancada e o edifício principal, incluindo a placa anterior da MCH Arena usada entre 2009 e 2016.

Até o verão de 2004, o novo estádio não tinha oficialmente um nome e era simplesmente conhecido como Stadion ved Messecenter Herning (ou Messecenter Herning Stadion ), porque o proprietário, MCH, esperava vender o nome para fins comerciais.     Em 5 de agosto de 2004, a Scandinavian Airlines adquiriu os direitos do nome do local, mudando seu nome para SAS Arena, tornando-se o primeiro estádio de futebol patrocinado na Dinamarca.  A SAS já tinha os direitos do nome da Superliga dinamarquesa devido ao patrocínio da liga. No final da temporada 2009-2010, o patrocínio expirou e o nome do estádio foi alterado para MCH Arena (abreviação de MesseCenterHerning ).  Em março de 2004, a arquibancada sul foi inicialmente nomeada Nordea-tribunen, a arquibancada norte se tornou Steff Houlberg-tribunen, a arquibancada leste foi chamada de Faxe Kondi-tribunen, enquanto a arquibancada principal passou a ser Elite Miljø-tribunen . 

SAS Arena (2004–2009) Sponsor: Scandinavian Airlines
MCH Arena (2009–2016) No sponsor
MCH Arena (2016–present) No sponsor